# مركز تفاعل التركيب الضوئي

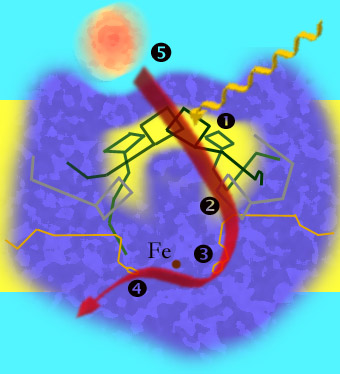

مركز تفاعل التركيب الضوئي (بالإنجليزية: Photosynthetic reaction centre)‏ هو نظام معقد يتكون من مجموعة من البروتينات والأصبغة وغيرها من العوامل المشتركة التي تساهم معاً في تنفيذ تفاعلات تحويل الطاقة الأولية من خلال عملية التركيب الضوئي. تعمل أشعة الشمس كمُحرض للتفاعلات الجزيئية من خلال تحريضها لردود فعل تتعلق بنقل الإلكترونات على طول مسار سلسلة من العوامل المشتركة المرتبطة بالبروتينات، هذه العوامل المشتركة هي جزيئات ممتصة للضوء، يطلق عليها اسم «أصبغة». تُستخدم طاقة الفوتون لإثارة إلكترونات الأصبغة، ثم تستخدم الطاقة الناتجة لتحريض تفاعلات الأكسدة، خطوات نقل الإلكترون هذه هي المرحلة الأولية لسلسلة من تفاعلات تحويل الطاقة، والتي تؤدي في النهاية إلى تحويل طاقة الفوتونات وتخزينها عن طريق إنتاج روابط كيميائية.

## طرق تحويل الطاقة الضوئية
توجد مراكز تفاعل التركيب الضوئي في جميع النباتات الخضراء والطحالب والعديد من أنواع الجراثيم. تحتوي النباتات الخضراء والطحالب على نوعين مختلفين من مراكز تفاعل التركيب الضوئي، والتي تعد جزءاً من المركبات المعقدة الكبيرة، تحقق فهمًا أفضل لمراكز تفاعل التركيب الضوئي الموجود في جراثيم رودوبسيودوموناس، لأنه كان أول مركز تفاعل يُدرس، بالإضافة إلى أنه يحتوي على سلاسل ببتيد متعددة أقل من تلك الموجودة في النباتات الخضراء.
يتوضع مركز تفاعل التركيب الضوئي بطريقة تُسهل التقاط طاقة الفوتون باستخدام جزيئات الصباغ وتحويلها إلى شكل صالح للاستخدام من الطاقة الحيوية، بمجرد أن تمتص جزيئات الصباغ الطاقة الضوئية بشكل مباشر، أو تنتقل إليها عن طريق المحيط المجاور، فإنها ستطلق إلكترونين في سلسلة نقل الإلكترون. تحتوي سلسلة نقل الإلكترون في النباتات الخضراء على العديد من مستقبلات الإلكترون مثل الفينوفيتين والكينون والبلاستوكينون والسيتوكروم بي إف والفيردوكسين، ما يؤدي في النهاية إلى تخزين الطاقة. يؤدي مرور الإلكترون عبر سلسلة نقل الإلكترون أيضاً إلى ضخ البروتونات (شوارد الهيدروجين)، وهو الأمر الذي يخلق تدرجًا شارديًا عبر الغشاء الحيوي.

## في الجراثيم

### التصنيف
جرى التعرف على نوعين من مراكز تفاعل التركيب الضوئي في الجراثيم، النوع الأول: هو الموجود في الجراثيم الخضراء الكبريتية والجراثيم المعوية والجراثيم الزرقاء، في هذا النوع تُستخدم مركبات كبريت الحديد كمستقبلات للإلكترونات. أما النوع الثاني فموجود في جراثيم الكلوروفليكس والجراثيم الأرجوانية وبعض أنواع الجراثيم الزرقاء، يستخدم الكينون هنا كمستقبل للإلكترونات.

### التركيب
كان مركز تفاعل التركيب الضوئي الجرثومي نموذجاً مهماً لفهم بنية وتركيب وكيمياء العملية البيولوجية لالتقاط الطاقة الضوئية. يعتبر رودريك كلايتون أول من درس مركز تفاعل التركيب الضوئي في الجراثيم الأرجوانية في ستينيات القرن الماضي، ومع ذلك فتحديد أول بنية بلورية لمراكز التركيب الضوئي حدث في عام 1984 من قِبل هارتموت ميشيل ويوهان ديزنهوفر وروبرت هوبر، وحصل الثلاثة على جائزة نوبل في عام 1988 عن هذا الإنجاز، تمثلت أهمية هذا الإنجاز أيضاً في كونه أول هيكل ثلاثي الأبعاد يحدده العلماء لمركب بروتين غشائي.
عُثر على أربع وحدات فرعية مختلفة تساهم في تشكيل وظيفة مركز تفاعل التركيب الضوئي. تشكل الوحدات الفرعية إل وإم -الموضحة باللون الأزرق والبنفسجي على التوالي في صورة الهيكل- طبقة ثنائية من الشحوم في الغشاء الخلوي، تتشابه هذه الوحدات مع بعضها البعض من حيث البنية والتركيب، تقع الوحدة الفرعية إتش بين الوحدتين السابقتين، وتظهر باللون الذهبي على الجانب السيتوبلازمي من الغشاء الخلوي، تحتوي هذه الوحدة الفرعية على السيتوكرومات، وعلى أربعة أنواع من جزيئات الهيم، وتتوضع على السطح الخارجي للغشاء الخلوي، تساهم الوحدة الفرعية الأخيرة في ربط الوحدات الأخرى وتساعد وظيفياً في عملية التركيب الضوئي، وتظهر باللون الأخضر.
قد تحتوي مراكز تفاعل التركيب الضوئي في الأنواع الجرثومية المختلفة على أصبغة معدلة بشكل طفيف لتشكل عوامل وظيفية مشتركة. سببت هذه التعديلات تحولات في لون الضوء. يحتوي مركز التفاعل على صباغين يعملان على جمع ونقل الطاقة من امتصاص الفوتون، ويشبهان تقريباً جزيء الكلوروفيل الموجود في النباتات الخضراء، ولكن نظراً للاختلافات الهيكلية الطفيفة، يحدث تحول في الطول الموجي لامتصاص الضوء إلى الأشعة تحت الحمراء، وقد تصل الأطوال الموجية إلى 1000 نانومتر. يؤدي هذا التغيير إلى حدوث تحول كبير في الامتصاص مع إمكانية حدوث نقص في عمليات الأكسدة.

### الآلية
تبدأ العملية عند امتصاص الضوء بواسطة جزيئين من الأصبغة التي تقع بالقرب من الجانب المحيطي للغشاء الخلوي. يمتص هذا الزوج من جزيئات الكلوروفيل الفوتونات عند طول موجي 870 نانومترًا أو 960 نانومترًا -بحسب النوع- وبمجرد امتصاص الفوتون يُطلق إلكترون ينقل عبر جزيئات مقعدة، وهذا من شأنه أن يضيع طاقة الإلكترون العالية ويحول الطاقة الضوئية الممتصة إلى حرارة عبر تفاعلات الأكسدة.

## في الجراثيم الزرقاء والنباتات
تحتوي الجراثيم الزرقاء والتي هي عبارة عن طلائع للبلاستيدات الخضراء الموجودة في النباتات الخضراء على أنظمة ضوئية مع كلا النوعين من مراكز تفاعل التركيب الضوئي، ويسمح الجمع بين النظامين بإنتاج الأكسجين من قبل النباتات الخضراء.

### التركيب الضوئي للأكسجين
أجرى الكيميائي الشهير جوزيف بريستلي سلسلة من التجارب المتعلقة بالغازات التي تشترك في عملية التنفس والاحتراق ع في عام 1772، في تجربته الأولى أضاء شمعة ووضعها تحت جرة مقلوبة، انطفأت الشمعة بعد فترة قصيرة من الزمن، أعاد التجربة باستخدام فأرة بدلاً من الشمعة، فوجد أن الفأرة توفيت بعد وقت قصير من انطفاء الشمعة. ولاحظ أيضاً أنه يمكن إعادة إحياء الهواء الفاسد عن طريق وضع النباتات الخضراء في الجرة وتعريضها للضوء. كانت ملاحظات بريستلي هذه واحدة من أولى التجارب التي أظهرت نشاط مركز تفاعل التركيب الضوئي.
وفي عام 1779 قام جان إنغنهاوس بإجراء أكثر من 500 تجربة خلال 4 أشهر في محاولة لفهم ما يجري بالفعل، ونشر نتاج تجاربه في كتاب بعنوان «تجارب على الخضروات». أخذ إنغنهاوس النباتات الخضراء وغمرها في الماء داخل خزان شفاف، فلاحظ وجود فقاعات تتصاعد من سطح الأوراق كلما تعرضت النباتات الخضراء للضوء. جمع الغاز الذي أطلقته النباتات، وأجرى عدة اختبارات في محاولة منه لتحديد ماهية الغاز المنبعث، وتوصل في النهاية إلى أنه الأكسجين.
استخدم البروفيسور روبرت إيمرسون وتلميذه وليام أرنولد في عام 1932 تقنية الضوء المتكرر لقياس كميات الأكسجين التي أطلقها الكلوروفيل الموجود في الطحالب. أثبتت تجربتهما هذه وجود وحدة للتركيب الضوئي في النباتات الخضراء. فسّر العالمان لاحقاً التجربة وأدركا أن الضوء الذي تمتصه وحدة التركيب الضوئي ينقل عبر نظام معقد، يحدث هذا التفاعل في مراكز تفاعل التركيب الضوئي، ويوجد في الجراثيم الزرقاء والطحالب والنباتات الخضراء.